# Apelbodasten

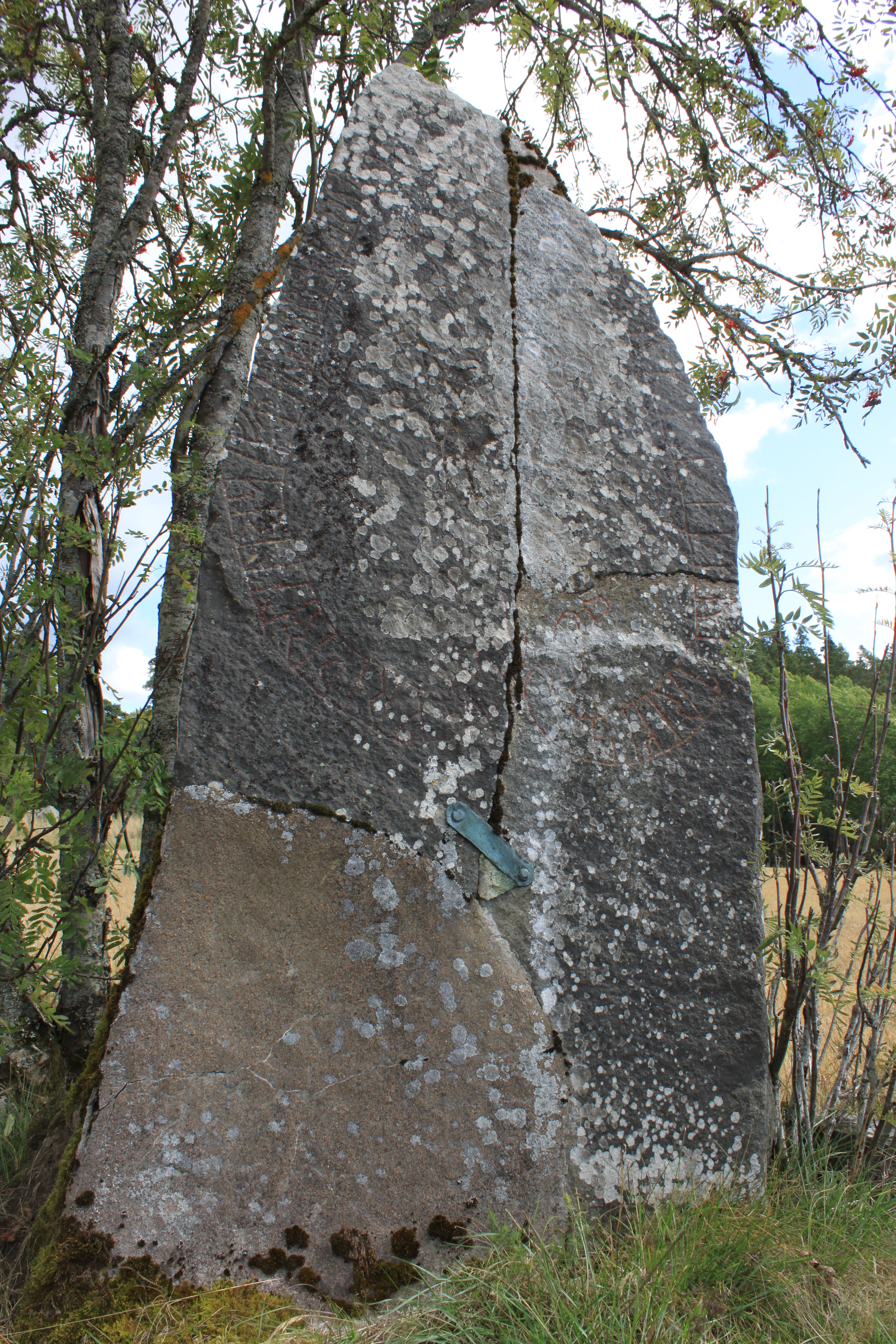
Apelbodasten

Der Apelbodasten (Nä oder Nej 29) ist ein Runenstein, der auf einem Kamm 150 Meter südlich vom Hof Apelboda gård in Glanshammar in der Gemeinde Örebro in Närke in Schweden steht. Der Stein aus schwarzem Granit steht an der alten Eriksgatan.

Normalrunen oben – Kurzrunen mittig – Bedeutung unten

Der Stein wurde in der Mitte oder in der zweiten Hälfte des 11. Jahrhunderts beschriftet. Er wurde 1885 von einem Bauern gefunden, der nach Steinen für einen Scheunenneubau suchte. Da der Stein mit der Bildseite nach unten lag, entdeckte er die Inschrift nicht, sondern zerschlug den Stein in drei Teile. Als er die Runen entdeckte, meldete er den Fund. Der Erste, der den Stein wissenschaftlich beschrieb, war Nils Gabriel Djurklou (1828–1904), der den Stein im selben Jahr untersuchte. Der Stein wurde später mit Klammern und Zement zusammengefügt und an der Fundstelle aufgestellt. Die Runen sind sehr klar. Es gibt fünf kleine verknotete Schlangen innerhalb des beschrifteten Schlangenbandes, das unten mit einem Irischen Koppel verbunden ist. Die Verzierung ist nicht detailliert, aber es gibt Ähnlichkeiten mit dem Schlangenkopf auf dem Runenstein von Nasta (Nä 34) und mit Nä 26 in der Kirche von Glanshammar.
Der Stein ist 2,15 Meter hoch. Die größtenteils gut erhaltenen Runen befinden sich in einem Band am Rand des Steins. Der Text lautet:
 Die Endzeile kann (laut Sven Birger Fredrik Jansson) auch als: „... er hatte sich männlich geschlagen“ gelesen werden. Der Begriff „fultrekila“ ist ein sogenanntes Hapax-Wort, das nur an bestimmten Orten vorkommt. In diesem Fall gilt dies für Runeninschriften. Aber es ist auch aus der isländischen Poesie bekannt.
Der unbekannte Runenmeister hat eine Mischung aus Normal- und Kurzrunen verwendet, wobei sich insbesondere die Schreibweise von a und n ändert.
Der Name Bofriðr ist auf keinem anderen Runenstein zu finden. Er wird auch nicht in mittelalterlichen Quellen belegt und muss ungewöhnlich gewesen sein. Leider sagt der Stein nichts darüber aus, wohin Björn gegangen war.

Apelbodasten
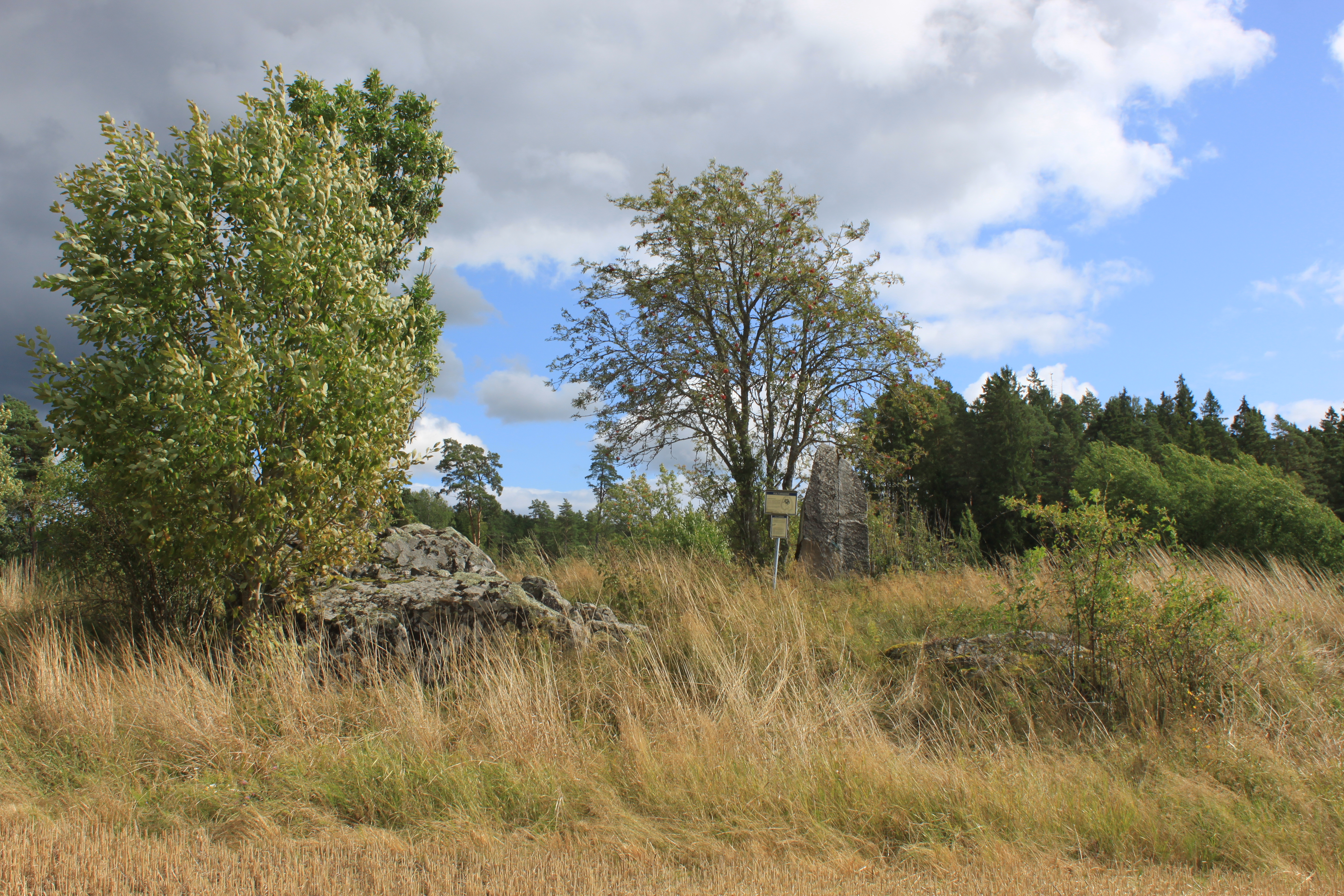
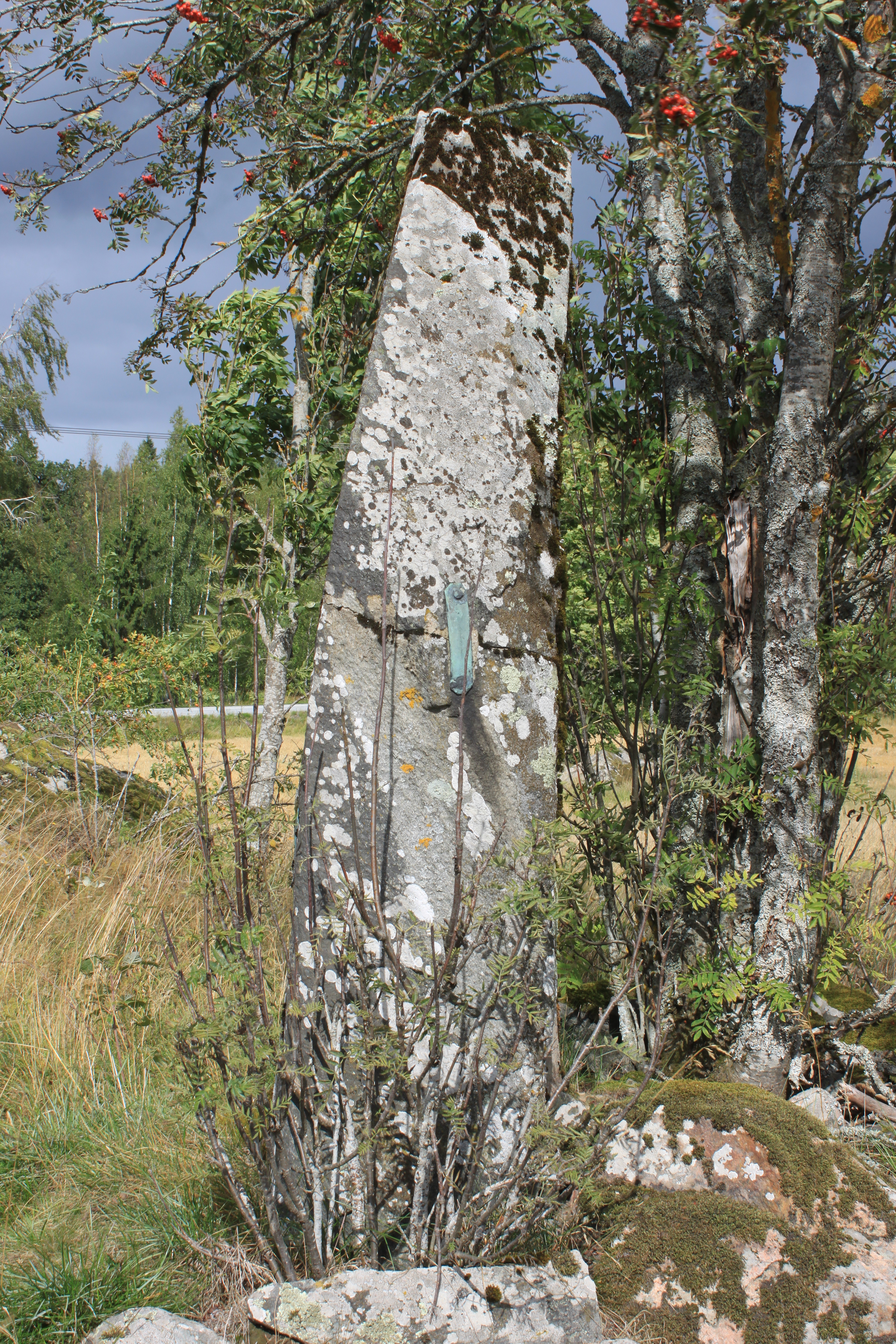
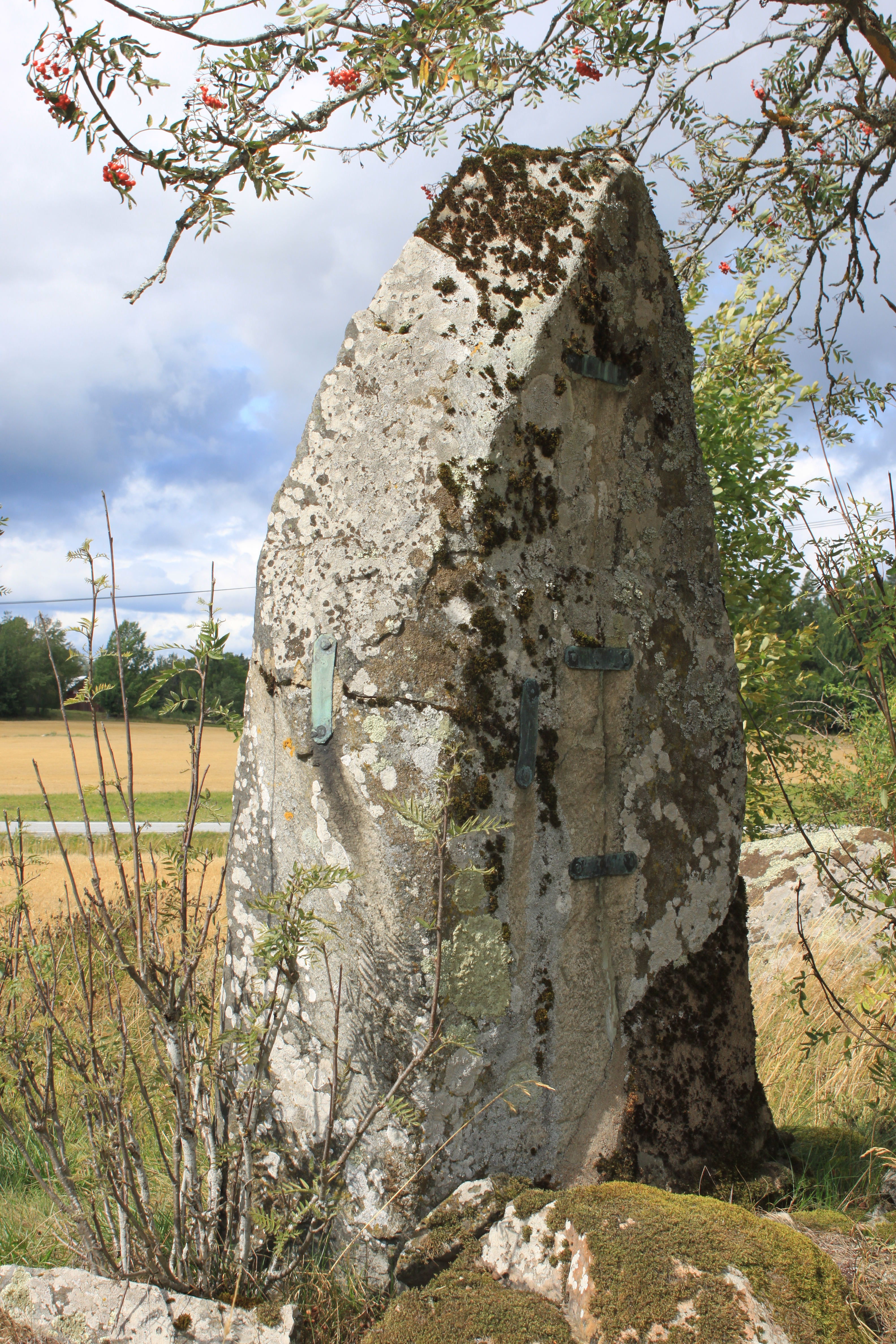
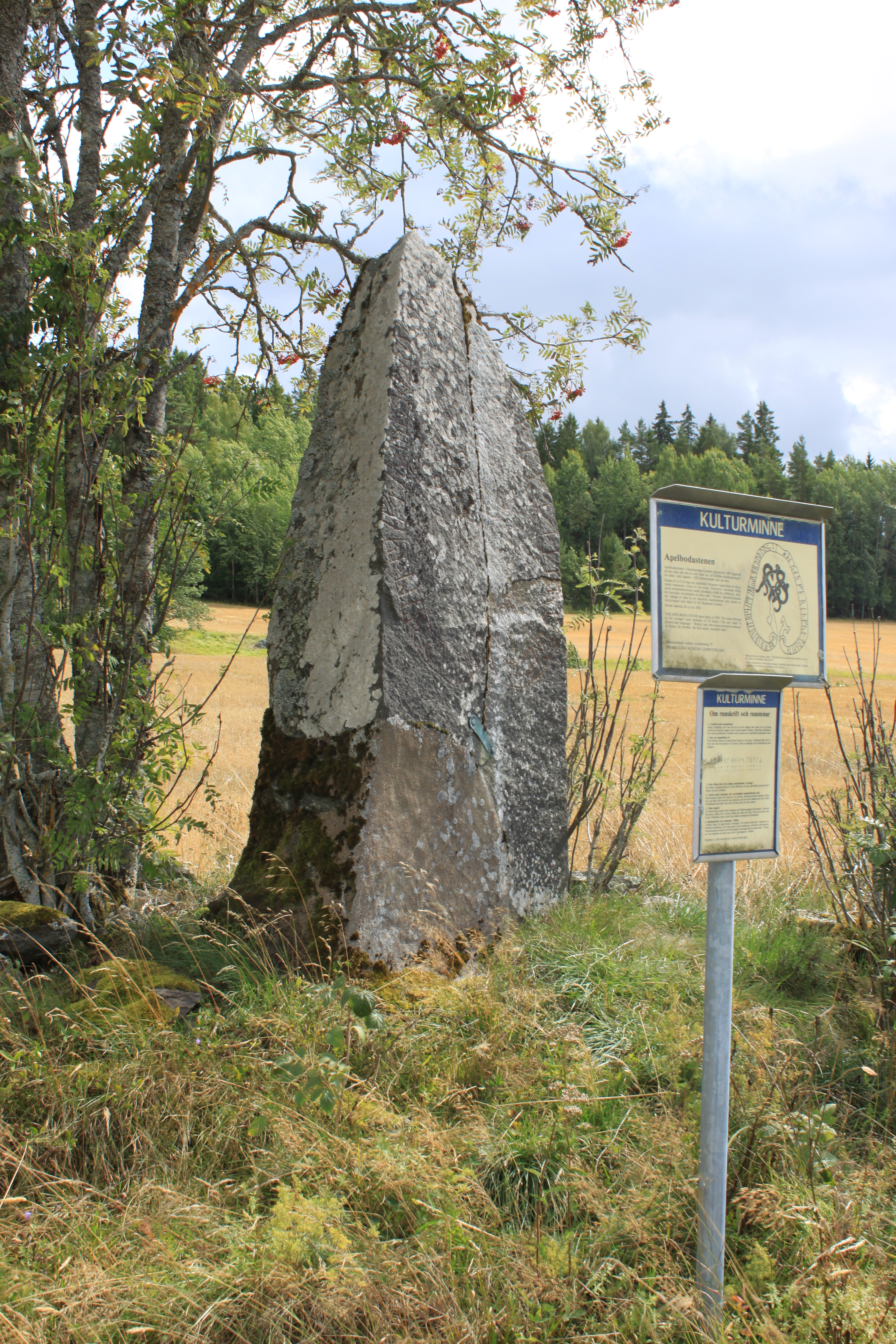

In der Nähe liegen das Gräberfeld von Glanshammar und das Gräberfeld von Skävesund.